# Banja Luka
Banja Luka hay đôi khi là Banjaluka (tiếng Serbia bằng chữ Kirin: Бања Лука, hoặc Бањалука, đọc là Ba-nhi-a Luka) là thành phố lớn thứ hai tại Bosna và Hercegovina và là thủ đô hành chính của thực thể Cộng hòa Srpska. Thành phố vốn là trung tâm của vùng Bosanska Krajina, nằm ở phía tây bắc đất nước. Thành phố có trường Đại học Banja Luka cũng như một số cơ quan quốc gia và của thực thể. Thành phố nằm ven sông Vrbas và được biết đến trong các quốc gia Nam Tư cũ như một thành phố với những đại lộ, công viên và các khu vườn phủ đầy cây cối.

## Khí hậu
Banja Luka có khí hậu cận nhiệt đới ẩm (phân loại khí hậu Köppen Cfa).
| Dữ liệu khí hậu của Banja Luka           | Dữ liệu khí hậu của Banja Luka | Dữ liệu khí hậu của Banja Luka | Dữ liệu khí hậu của Banja Luka | Dữ liệu khí hậu của Banja Luka | Dữ liệu khí hậu của Banja Luka | Dữ liệu khí hậu của Banja Luka | Dữ liệu khí hậu của Banja Luka | Dữ liệu khí hậu của Banja Luka | Dữ liệu khí hậu của Banja Luka | Dữ liệu khí hậu của Banja Luka | Dữ liệu khí hậu của Banja Luka | Dữ liệu khí hậu của Banja Luka | Dữ liệu khí hậu của Banja Luka |
| Tháng                                    | 1                              | 2                              | 3                              | 4                              | 5                              | 6                              | 7                              | 8                              | 9                              | 10                             | 11                             | 12                             | Năm                            |
| ---------------------------------------- | ------------------------------ | ------------------------------ | ------------------------------ | ------------------------------ | ------------------------------ | ------------------------------ | ------------------------------ | ------------------------------ | ------------------------------ | ------------------------------ | ------------------------------ | ------------------------------ | ------------------------------ |
| Cao kỉ lục °C (°F)                       | 22.3 (72.1)                    | 25.2 (77.4)                    | 29.0 (84.2)                    | 31.8 (89.2)                    | 35.2 (95.4)                    | 37.9 (100.2)                   | 41.6 (106.9)                   | 41.1 (106.0)                   | 40.2 (104.4)                   | 30.9 (87.6)                    | 27.1 (80.8)                    | 23.2 (73.8)                    | 41.6 (106.9)                   |
| Trung bình ngày tối đa °C (°F)           | 6.7 (44.1)                     | 7.8 (46.0)                     | 13.7 (56.7)                    | 19.3 (66.7)                    | 23.2 (73.8)                    | 27.3 (81.1)                    | 29.9 (85.8)                    | 30.1 (86.2)                    | 24.3 (75.7)                    | 18.5 (65.3)                    | 13.0 (55.4)                    | 7.2 (45.0)                     | 18.4 (65.1)                    |
| Trung bình ngày °C (°F)                  | 1.7 (35.1)                     | 2.5 (36.5)                     | 7.3 (45.1)                     | 12.5 (54.5)                    | 16.8 (62.2)                    | 20.8 (69.4)                    | 22.8 (73.0)                    | 22.3 (72.1)                    | 17.1 (62.8)                    | 11.8 (53.2)                    | 7.3 (45.1)                     | 2.8 (37.0)                     | 12.1 (53.8)                    |
| Tối thiểu trung bình ngày °C (°F)        | −2.1 (28.2)                    | −1.4 (29.5)                    | 1.8 (35.2)                     | 6.4 (43.5)                     | 10.0 (50.0)                    | 14.4 (57.9)                    | 16.0 (60.8)                    | 15.6 (60.1)                    | 11.4 (52.5)                    | 7.0 (44.6)                     | 3.2 (37.8)                     | −0.7 (30.7)                    | 6.8 (44.2)                     |
| Thấp kỉ lục °C (°F)                      | −22.8 (−9.0)                   | −21.5 (−6.7)                   | −18.2 (−0.8)                   | −5.9 (21.4)                    | 0.0 (32.0)                     | 4.0 (39.2)                     | 6.7 (44.1)                     | 6.1 (43.0)                     | 0.0 (32.0)                     | −5.5 (22.1)                    | −11.0 (12.2)                   | −18.0 (−0.4)                   | −22.8 (−9.0)                   |
| Lượng Giáng thủy trung bình mm (inches)  | 71.7 (2.82)                    | 67.6 (2.66)                    | 77.8 (3.06)                    | 86.5 (3.41)                    | 98.3 (3.87)                    | 109.2 (4.30)                   | 73.9 (2.91)                    | 74.2 (2.92)                    | 83.9 (3.30)                    | 103.9 (4.09)                   | 89.5 (3.52)                    | 100.8 (3.97)                   | 1.037,2 (40.83)                |
| Số ngày giáng thủy trung bình (≥ 1.0 mm) | 8.9                            | 9.7                            | 9.4                            | 9.2                            | 9.8                            | 8.1                            | 7.9                            | 5.8                            | 7.9                            | 8.9                            | 8.1                            | 10.2                           | 104.0                          |
| Độ ẩm tương đối trung bình (%)           | 82                             | 80                             | 73                             | 69                             | 71                             | 71                             | 70                             | 73                             | 78                             | 82                             | 84                             | 83                             | 76                             |
| Số giờ nắng trung bình tháng             | 54                             | 71                             | 125                            | 158                            | 206                            | 222                            | 272                            | 238                            | 186                            | 133                            | 70                             | 46                             | 1.781                          |
| Nguồn: Deutscher Wetterdienst            |                                |                                |                                |                                |                                |                                |                                |                                |                                |                                |                                |                                |                                |

## Nhân khẩu
Có ước tính cho rằng hiện nay dân số thành phố lên tới 250.000 người Trong đó người gốc Serbia chiếm áp đảo, và những người Serbia tị nạn từ Croatia. Trong những năm 1992-1995 khaongr 60.000 người, chủ yếu là người Bosna và người Croatia đã di dời hoặc bị cưỡng ép dời khỏi Banja Luka. Một số người Bosna và Croatia đã trở lại nhà mình nhưng đa số các cư dân thời trước chiến tranh của Banja Luka vẫn chưa quay trở lại thành phố.
| Thống kê toàn thành phố tự trị Banja Luka |                  |                 |                 |
| Năm thống kê                              | 1991.            | 1981.           | 1971.           |
| Người Serbia                              | 106.826 (54,61%) | 93.389 (50,86%) | 92.465 (58,25%) |
| Người Croatia                             | 29.026 (14,83%)  | 30.442 (16,57%) | 33.371 (21,02%) |
| Người Hồi giáo (nay là người Bosna)       | 28.558 (14,59%)  | 21.726 (11,83%) | 24.268 (15,28%) |
| Người Nam Tư                              | 23.656 (12,08%)  | 31.347 (17,07%) | 4.684 (2,95%)   |
| Khác                                      | 7.626 (3,89%)    | 6.714 (3,65%)   | 3.948 (2,48%)   |
| Tổng số                                   | 195.692          | 183.618         | 158.736         |

| Banja Luka                          |                 |                 |                 |
| Năm thống kê                        | 1991.           | 1981.           | 1971.           |
| Người Serbia                        | 70.155 (49,03%) | 51.839 (41,82%) | 41.297 (45,46%) |
| Người Hồi giáo (nay là người Bosna) | 27.689 (19,35%) | 20.916 (16,87%) | 23.411 (25,77%) |
| Người Croatia                       | 15.700 (10,97%) | 16.314 (13,16%) | 17.897 (19,70%) |
| Người Nam Tư                        | 22.645 (15,82%) | 30.318 (24,46%) | 4.606 (5,07%)   |
| Khác                                | 6.890 (4,81%)   | 4.550 (3,67%)   | 3.620 (3,98%)   |
| Tổng số                             | 143.079         | 123.937         | 90.831          |

## Thành phố kết nghĩa
Banja Luka kết nghĩa với:
- Beograd, Serbia[9]
- Novi Sad, Serbia[8]
- Sremska Mitrovica, Serbia[8]
- Patras, Hy Lạp[8][10]
- Moskva, Nga[8]
- Kaiserslautern, Đức[8]
- Lviv, Ukraina[8]
- Kranj, Slovenia[8]
- Campobasso, Ý[8]
- Bari, Ý[8]
- Bitonto, Ý[8]
- Modi'in-Maccabim-Re'ut, Israel[8]
- Graz, Áo
- Västerås, Thụy Điển
- Zemun, Serbia
- Focșani, Romania
- Bắc Mitrovica, Kosovo[11]